# The Anniversary Party
The Anniversary Party is een Amerikaanse tragikomische film uit 2001, geregisseerd, geproduceerd en geschreven door Jennifer Jason Leigh en Alan Cumming, die ook allebei een hoofdrol spelen. De film kreeg een bijzondere erkenning van het National Board of Review of Motion Pictures en werd genomineerd voor onder meer de Independent Spirit Awards voor beste eerste productie, beste eerste scenario en beste bijrolspeler (John C. Reilly).

## Verhaal
Het beroemde echtpaar Joe en Sally Therrian gaat door een lastige periode in hun zesjarige huwelijk. Joe's romans verkopen als een trein, maar met Sally's filmcarrière gaat het slecht. Joe krijgt de rechten om de acteurs voor de verfilming van zijn laatste boek te kiezen. Hij geeft de hoofdrol daarin alleen niet aan Sally, maar aan haar concurrente, Skye Davidson. Bovendien heeft hij Skye nog uitgenodigd voor hun feestje ook.

## Rolverdeling
| Acteur               | Personage     |
| -------------------- | ------------- |
| Jennifer Jason Leigh | Sally Nash    |
| Alan Cumming         | Joe Therrian  |
| Denis O'Hare         | Ryan Rose     |
| Gwyneth Paltrow      | Skye Davidson |
| Mina Badie           | Monica Rose   |
| Kevin Kline          | Cal Gold      |
| Phoebe Cates         | Sophia Gold   |
| John C. Reilly       | Mac Forsyth   |
| Jane Adams           | Clair Forsyth |
| John Benjamin Hickey | Jerry Adams   |
| Parker Posey         | Judy Adams    |
| Michael Panes        | Levi Panes    |
| Jennifer Beals       | Gina Taylor   |